# Morrinhos (kommun i Brasilien, Ceará)
Morrinhos är en kommun i Brasilien.   Den ligger i delstaten Ceará, i den östra delen av landet, 1 600 km nordost om huvudstaden Brasília. Antalet invånare är 20 703.
Omgivningarna runt Morrinhos är huvudsakligen savann. Runt Morrinhos är det ganska glesbefolkat, med 31 invånare per kvadratkilometer.